# ايدير فاكا
ايدير فاكا (25 ديسمبر 1985 بغواياكيل في الإكوادور - ) هو لاعب كرة قدم إكوادوري في مركز الوسط. شارك مع منتخب الإكوادور لكرة القدم. أما مع النوادي، فقد لعب مع برشلونة جواياكويل وسوسيداد ديبورتيفو كيتو ونادي إيميلك والرابطة الجامعية الرياضية لبورتوفيخو وDeportivo Azogues ‏ وليجا دي كويتو وإنديبندينتي ديل فال وL.D.U. Loja ‏ ونادي أولميدو وRocafuerte F.C. ‏ وموشك رونا ‏.

## وصلات خارجية
- ايدير فاكا على موقع قاعدة بيانات كرة القدم.إي يو (الإنجليزية)
- ايدير فاكا على موقع ناشيونال فوتبول تيمز (الإنجليزية)
- ايدير فاكا على موقع Soccerway.com (الإنجليزية)
- ايدير فاكا على موقع عالم كرة القدم.نت (الإنجليزية)